# Admiral Sportswear
Admiral Sportswear, meglio conosciuta solamente con il nome Admiral, è un marchio inglese di abbigliamento sportivo, con una particolare attenzione alla produzione di abbigliamento per il calcio. Fondata nel 1914 a Leicester, Admiral è una delle aziende sportive più antiche del Regno Unito e originariamente era un marchio di indumenti intimi, ma è passato alla produzione di abbigliamento per sport che hanno incluso cricket, ciclismo e atletica, oltre al calcio. Il logo Admiral è stato formalmente registrato presso l'ufficio marchi il 6 settembre 1922. L'azienda ha raggiunto il culmine del suo successo negli anni '70, '80 e nei primi anni '90 attraverso una serie di sponsorizzazioni di squadre di calcio.
Alcune delle squadre più importanti sponsorizzate da Admiral erano la nazionale di calcio inglese, il Leeds United, il Manchester United, i Wolverhampton Wanderers, i Kerala Blasters e alcune squadre dell'ormai defunta NASL.
Il marchio Admiral è stato riportato in vita da una società di Manchester, fondata da un imprenditore locale, "Admiral Sportswear Ltd." che nel 2011 ha acquisito i diritti per la produzione e commercializzazione di calzature, abbigliamento e accessori.

## Storia

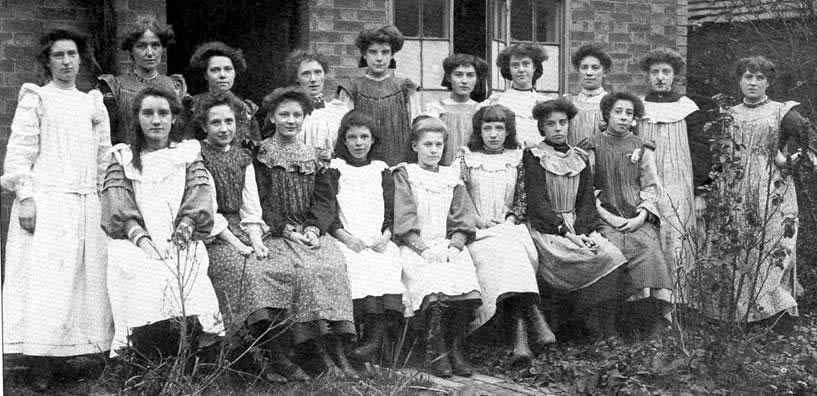
Operaie della fabbrica Cook & Hurst, fotografate nel 1914 circa

### Gli inizi
"Cook & Hurst Ltd.", una società di produzione di biancheria intima con sede a Leicester fondata da Christopher Cook e Harold Hurst a Wigston nel 1908, ha creato il marchio "Admiral" nel 1914 per marcare i loro prodotti. Quando l'Inghilterra vinse la Coppa del Mondo del 1966, Bert Patrick, il proprietario di Cook & Hurst Ltd., iniziò a produrre e commercializzare i kit da calcio. Le vendite di kit erano rivolte al mercato giovanile attraverso i collegamenti di vendita nel commercio sportivo al dettaglio. Bert Patrick riteneva che l'avvento della televisione a colori gli avrebbe consentito di convincere le società calcistiche ad accettare i kit personalizzati prodotti dai suoi progettisti, per poi registrarli ai sensi del Design Copyright Act. Vi era una forte opposizione alle sue idee da parte di tutti i settori del pubblico.

### Anni '70: Sponsorizzazioni con il Leeds United e la nazionale inglese
Grazie alla suo rapporto con il Leeds United, Admiral ha aperto la strada all'introduzione e allo sviluppo del mercato dei kit di replica nel Regno Unito. Nella stagione 1973-74, il Leeds United ha indossato la prima divisa a marchio visibile nella massima serie inglese.
Realizzando il potenziale del mercato dei kit di replica, Admiral ha mediato un accordo con la Football Association nel 1974 per produrre la prima maglia della nazionale inglese disponibile in commercio che presentava un logo di produttori di abbigliamento sportivo. Hanno concordato un contratto di cinque anni con un pagamento iniziale di £ 15.000 all'anno o un corrispettivo del 10 per cento.

### Anni '70: Altre sponsorizzazioni
Admiral ha firmato altri grandi club accanto a Leeds United, come il Manchester United, Coventry City, Portsmouth, Tottenham Hotspur, Southampton e West Ham. Si è sviluppata anche al di fuori del l'Inghilterra, con la firma delle squadre di Aberdeen, Dundee United e Motherwell in Scozia, dell'allora club iugoslavo Stella Rossa, della squadra della Bundesliga Eintracht Francoforte, dei club italiani di Bologna e Monza, del club svizzero Servette, Il club svedese Malmö e il club indiano Kerala Blasters, oltre alle squadre nazionali di Belgio, Arabia Saudita e Galles. Admiral ha inoltre prodotto i corredi per molte delle squadre di NASL durante la fine degli anni 70 e l'inizio degli anni 80, ed ha avuta un contratto di licenza della replica con alcuni club e per due stagioni ha prodotto le uniformi per ogni squadra in MISL.

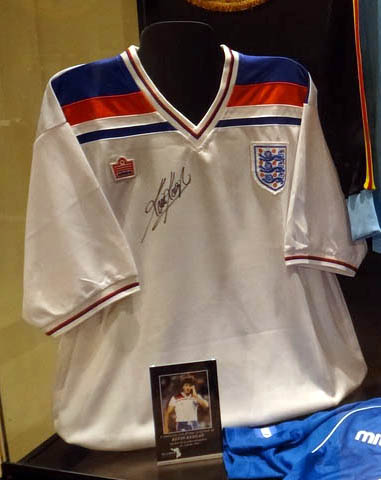
Una maglia Admiral della nazionale di calcio inglese esposta in Spagna. Questo modello è stato indossato dal 1980 al 1983

### Anni '80: Il declino e la ripresa dell'azienda
Admiral ha iniziato il decennio con il lancio di un nuovo kit per la nazionale inglese nel 1980, il primo nuovo kit in quasi 6 anni. Questa maglia è stata indossata per la prima volta in una vittoria per 3-1 sull'Argentina allo Stadio di Wembley il 13 maggio e durò fino al 1983. Tuttavia, gli anni '80 hanno segnato un periodo di declino per il marchio Admiral, in quanto ha cominciato a perdere i contratti con le principali società calcistiche a favore del rivale nazionale Umbro e del nuovo concorrente internazionale Adidas.
Anche se Admiral ancora ha tenuto il contratto del kit dell'Inghilterra, uno dei più preziosi nel mondo, la società è stata dichiarata in bancarotta in 1982. Il marchio è riapparso sul mercato per la stagione 1983-84 producendo lo stesso design a doppio gessato sia per il Leicester City sia per il Notts County. Verso la fine degli anni '80, Bradford City, Cardiff City, Crystal Palace, Hull City, Swansea City e Wrexham sono stati aggiunti al roster di Admiral.

### Anni '90
Admiral entrò negli anni '90 in una posizione favorevole per sfruttare il suo ampio riconoscimento e continuò a fornire club come Dynamo Kyiv, Southampton, Middlesbrough, Bradford City, Charlton Athletic, Wimbledon, Hearts, Motherwell, Rangers, Partizan Belgrado e molti altri. Nel 1992, dopo che il Leeds United aveva vinto l'ultimo titolo della First Division prima dell'avvento della Premier League, ha negoziato un accordo per la produzione dei propri kit per la stagione successiva.
Dopo un periodo di relativa inattività a metà degli anni Novanta, il marchio Admiral è stato acquisito da Hay & Robertson plc nel 1997 e la proprietà è stata trasferita a International Brand Licensing plc con una scissione nel 2002.

### Anni 2000: Entrata nel mondo del cricket
Nel 2000, il marchio Admiral è entrato nel mondo del cricket ed è stato fornitore ufficiale della nazionale di cricket inglese fino al 2008 (la sponsorizzazione è stata poi rilevata da Adidas). Nel 2001, Admiral è diventato anche il fornitore di kit delle squadre di cricket delle Indie Occidentali e del Sudafrica, oltre a fornire la nazionale canadese per la Coppa del Mondo di cricket del 2003, tenutasi in Sudafrica. Tuttavia, Admiral ha mantenuto il suo legame con il calcio inglese sponsorizzando il Leeds United fino alla fine della stagione 2007-2008.

### Anni 2010: Acquisizione da parte di Admiral Sportswear Limited
Negli anni 2010, Admiral continua a sponsorizzare diverse squadre di calcio in tutto il mondo.
Nel 2011, Admiral Sportswear Limited ha acquisito i diritti del marchio Admiral per la maggior parte dell'Europa, del Medio Oriente e del Nord Africa, con l'intenzione di rivitalizzare il marchio sportivo storico.
Nel 2016, il Wimbledon ha conquistato la promozione in EFL League One indossando Admiral. Questa è la posizione più alta che il club ha ricoperto nel campionato di calcio. 
In Italia Cisalfa Sport ha ottenuto la licenza esclusiva per la vendita al dettaglio di Admiral Performance e Essentials.
Per quanto riguarda il progetto di rigenerazione, Admiral ha iniziato a lavorare e a collaborare con diversi partner di design, il primo dei quali è stato Represent, presentato alla Milano Fashion Week 2019.

### Anni 2020
Nel settembre 2020 è stata lanciata la linea “Admiral Sporting Goods Co.”. La linea, che traeva ispirazione dall'abbigliamento sportivo precedente al 1966, era composta da magliette, felpe con cappuccio e accessori. La prima collaborazione del progetto è stata con Acme Whistles, gli inventori del primo fischietto a forma di pisello. Nello stesso anno, l'azienda insieme a Wellgosh ha realizzato una speciale collezione comune, e ha realizzato un progetto speciale con The Jam e The Style Council.
Nel 2022 Admiral ha stretto una partnership a lungo termine con ProDirect Sport, diventando il fornitore esclusivo di abbigliamento per squadre di cricket e calcio in tutto il Regno Unito e l'Irlanda. In seguito all'accordo, Admiral ha lanciato un accordo per l'abbigliamento da squadra con Walthamstow FC e William Morris Gallery. La maglietta è stata ampiamente considerata come uno dei migliori lanci di kit dell'anno e alla fine ha vinto il D&AD Wood Pencil per la grafica stampata.
In seguito al successo di molteplici partnership musicali Admiral e Bob Marley hanno lanciato una collezione speciale in relazione a Bob Marley: One Love, rieditando l'iconica tuta da ginnastica indossata durante le partite di calcio a Battersea Park.
Per celebrare il 50° anniversario dell'invenzione della replica della maglia da calcio da parte di Admiral, l'editore Halcyon Publishing ha realizzato un libro in edizione limitata. Il lancio del libro si è tenuto a Londra con la partecipazione della giornalista Hayley McQueen. Il libro ha ricevuto recensioni ampiamente positive da The Guardian, Hypebeast, FourFourTwo e altri.

## Sponsorizzazioni

### Calcio

#### Nazionali
- Sint Maarten

#### Campionati
- National Premier League
- Sint Maarten League

#### Squadre
- Júbilo Iwata
- Roasso Kumamoto
- Europa Point
- Aigaleo
- Anagennisi Karditsa
- Apollon Smyrnis
- Volos
- Dagenham & Redbridge
- Walthamstow
- AC Miracle Hill[28]
- Austin Bold
- Boca Raton
- Cleveland SC
- Corpus Christi
- Demize NPSL
- Greater Lowell United
- Gremio FCSD[29]
- Harrisburg Heat
- Inter Nashville
- Jersey Express
- Kitsap SC Pumas
- Milwaukee Torrent[30]
- New Orleans Jesters
- Santa Ana Winds
- Sioux Falls Thunder
- Sonoma County Sol
- Tri-Cities Otters
- West Virginia United

#### Calciatori
- Shōta Kaneko

### Cricket

#### Nazionali
- Stati Uniti d'America[31]

### Golf

#### Golfisti
- Nasa Hataoka
- Satoshi Kodaira
- Alex Norén

### Pallavolo

#### Squadre
- Appolonios
- Markopoulo Olympic Complex

### Tennis

#### Tennisti
- Himari Sato
- Maaya Uno
- Shogo Takano
- Shō Shimabukuro
- Yusuke Futawatari

### Musica e Spettacolo
- DMA's[32]
- Bob Marley[33]
- Kaiser Chiefs
- Miles Kane
- The Jam[34]
- The Reytons
- The Style Council[35]